# Monumentul eroilor ceferiști din București
Monumentul eroilor ceferiști din București se află în Piața Gării de Nord și îi are ca autori pe sculptorii Corneliu Medrea și Ion Jalea. A fost ridicat în memoria ceferiștilor căzuți în Primul Război Mondial, și a fost dezvelit în anul 1923.
Elementul principal al monumentului este un grup sculptural, turnat în bronz, compus din mai multe personaje. O femeie, care simbolizează Patria, ține o cunună de lauri deasupra capului unui muncitor feroviar. Lângă ea, de o parte a soclului, se află doi muncitori ceferiști, iar de cealaltă parte a soclului, un soldat român, în ținută de campanie, ce ocrotește o femeie și copilul acesteia. Grupul statuar este montat pe un piedestal, format din două volume paralelipipedice, din beton, placat cu granit, care se sprijină pe un soclu în cinci trepte.
Pe fațada principală a piedestalului este înscrisă inscripția: "Eroilor CFR - 1916-1918".
Pe partea laterală a soclului, este săpată în marmură albă  următoarea inscripție:
OMAGIU SI RECUNOSTINTA EROILOR MILITARI DE CAI FERATE SI TRANSPORTURI DIN ARMATA ROMANA CARE S-AU JERTFIT PENTRU CAUZA NATIUNII
Monumentul este înscris la poziția nr. 2313, cu cod LMI B-III-m-B-19986, în Lista monumentelor istorice, actualizată prin Ordinul ministrului Culturii și Cultelor, nr.2314/8 iulie 2004.

## În țară
În România se află și alte monumente ridicate în memoria ceferiștilor care și-au dat viața în război, între care:
- Monumentul eroilor CFR-iști din Lunca Ilvei, Bistrița-Năsăud, care a fost inaugurat de regele Carol al II-lea.[3]

- Monumentul eroilor ceferiști din Galați se află în partea nordică a Cimitirului Eternitatea, ridicat în cinstea angajaților C.F.R. care au luptat pentru apărarea patriei. Monumentul este aproape de mormântul fostului director al C.F.R. Valentin Bota.[4]

- Monumentul eroilor ceferisti din Războiul de Întregire a neamului din Tecuci[5] ridicat în 1926 în apropierea statiei C.F.R. Tecuci-sud. Monumentul constă dintr-o statuie înaltă de 2,40 m, reprezentând o femeie cu o cunună de lauri în mâna stângă, simbolizand Victoria. Pe fațada principală a soclului se afla o placă de marmura, pe care stă scris: "Ceferiștilor căzuți pentru patrie. 1916- 1918". Pe altă placă de marmură fixată pe monument sunt înscrise 44 de nume de luptători ceferiști, căzuți la datorie[6].

- Monumentul eroilor ceferiști din Predeal sculptat de Constantin Baraschi, se află în fața gării.[7]

- Un monument al eroilor C.F.R.-iști căzuți în timpul Primului Război Mondial a existat și la Bârlad. Fusese ridicat din initiațiva Ateneului C.F.R. și prin contribuția personalului ceferist, și dezvelit pe 3 iunie 1924. A fost demolat în anii 1970, odată cu începerea lucrărilor de construcție a noii clădiri a gării.[8]

- Unul din cei patru militari de bronz care străjuiesc Monumentul Eroilor din Arma Geniului din București, realizat în 1929 de sculptorul Spiridon Georgescu, mai cunoscut sub denumirea Statuia geniului „Leul”, este un ostaș ceferist.

## Galerie de fotografii

Detaliu: doi ceferişti
Monumentul eroilor ceferişti văzut din spate
Detaliu: soldat ocrotind o femeie cu copilul